# Saint-Quentin-sur-le-Homme
Saint-Quentin-sur-le-Homme est une commune française, située dans le département de la Manche en région Normandie, peuplée de 1 340 habitants.

## Géographie
Saint-Quentin-sur-le-Homme est proche de la baie du Mont-Saint-Michel. Couvrant 1 684 hectares, son territoire était le plus étendu du canton de Ducey.
| Avranches                      | Saint-Loup                 | Saint-Ovin, Marcilly                              |
| Le Val-Saint-Père              | Saint-Quentin-sur-le-Homme | Marcilly                                          |
| Estuaire de la Sélune, Poilley | Poilley                    | Ducey-Les Chéris (comm. dél. des Chéris et Ducey) |

### Hydrographie
La commune est située dans le bassin Seine-Normandie. Elle est drainée par la Sélune, l'Oir, le ruisseau du Moulinet, le ruisseau du Pont-Levesque, le ruisseau de Guyot et un autre petit cours d'eau,.
La Sélune, d'une longueur de 85 km, prend sa source dans la commune de Saint-Cyr-du-Bailleul et se jette  dans la Sée en limite de Courtils et de Vains, après avoir traversé 15 communes.

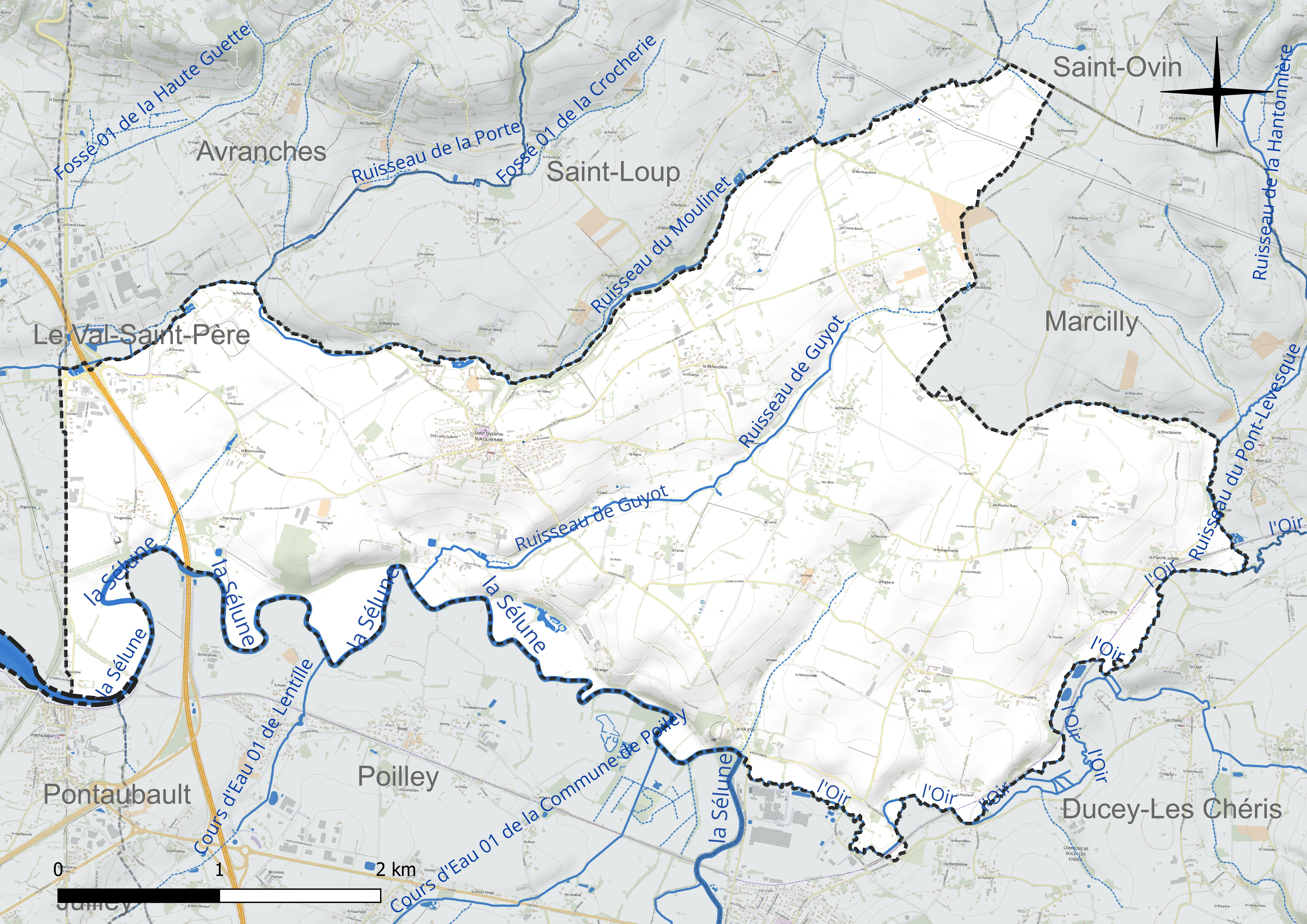
Réseau hydrographique de Saint-Quentin-sur-le-Homme.

L'Oir, d'une longueur de 21 km, prend sa source dans la commune de Reffuveille et se jette  dans la Sélune en limite de Ducey-Les Chéris et de Saint-Quentin-sur-le-Homme, face à la commune de Poilley, après avoir traversé six communes. Les caractéristiques hydrologiques du l'Oir sont données par la station hydrologique située sur la commune de Ducey-Les Chéris. Le débit moyen mensuel est de 1,08 m3/s. Le débit moyen journalier maximum est de 9,44 m3/s, atteint lors de la crue du 6 avril 2001. Le débit instantané maximal est quant à lui de 14 m3/s, atteint le 12 novembre 2000.
Le ruisseau du Moulinet, d'une longueur de 11 km, prend sa source dans la commune de Saint-Ovin et se jette  dans la Sélune à Val-Saint-Père, après avoir traversé cinq communes.

### Climat
Pour des articles plus généraux, voir Climat de la Normandie et Climat de la Manche.
En 2010, le climat de la commune est de type climat océanique franc, selon une étude du CNRS s'appuyant sur une série de données couvrant la période 1971-2000. En 2020, Météo-France publie une typologie des climats de la France métropolitaine dans laquelle la commune est exposée à un climat océanique et est dans la région climatique Bretagne orientale et méridionale, Pays nantais, Vendée, caractérisée par une faible pluviométrie en été et une bonne insolation. Parallèlement le GIEC normand, un groupe régional d’experts sur le climat, différencie quant à lui, dans une étude de 2020, trois grands types de climats pour la région Normandie, nuancés à une échelle plus fine par les facteurs géographiques locaux. La commune est, selon ce zonage, exposée à un « climat maritime », correspondant au Cotentin et à l'ouest du département de la Manche, frais, humide et pluvieux, où les contrastes pluviométrique et thermique sont parfois très prononcés en quelques kilomètres quand le relief est marqué.
Pour la période 1971-2000, la température annuelle moyenne est de 11 °C, avec une amplitude thermique annuelle de 12,2 °C. Le cumul annuel moyen de précipitations est de 849 mm, avec 13,4 jours de précipitations en janvier et 8,2 jours en juillet. Pour la période 1991-2020, la température moyenne annuelle observée sur la station météorologique la plus proche, située sur la commune de Pontorson à 17 km à vol d'oiseau, est de 11,9 °C et le cumul annuel moyen de précipitations est de 821,3 mm,. Pour l'avenir, les paramètres climatiques de la commune estimés pour 2050 selon différents scénarios d’émission de gaz à effet de serre sont consultables sur un site dédié publié par Météo-France en novembre 2022.

## Urbanisme

### Typologie
Au 1er janvier 2024, Saint-Quentin-sur-le-Homme est catégorisée commune rurale à habitat dispersé, selon la nouvelle grille communale de densité à sept niveaux définie par l'Insee en 2022. Elle est située hors unité urbaine. Par ailleurs la commune fait partie de l'aire d'attraction d'Avranches, dont elle est une commune de la couronne,. Cette aire, qui regroupe 32 communes, est catégorisée dans les aires de moins de 50 000 habitants,.
La commune, bordée par l'estuaire de la Sélune, est également une commune littorale au sens de la loi du 3 janvier 1986, dite loi littoral. Des dispositions spécifiques d’urbanisme s’y appliquent dès lors afin de préserver les espaces naturels, les sites, les paysages et l’équilibre écologique du littoral, comme le principe d'inconstructibilité, en dehors des espaces urbanisés, sur la bande littorale des 100 mètres, ou plus si le plan local d'urbanisme le prévoit.

### Occupation des sols
L'occupation des sols de la commune, telle qu'elle ressort de la base de données européenne d’occupation biophysique des sols Corine Land Cover (CLC), est marquée par l'importance des territoires agricoles (96,5 % en 2018), en diminution par rapport à 1990 (98,1 %). La répartition détaillée en 2018 est la suivante : terres arables (48 %), prairies (39 %), zones agricoles hétérogènes (9,5 %), zones urbanisées (2,3 %), zones industrielles ou commerciales et réseaux de communication (1,1 %), zones humides côtières (0,1 %). L'évolution de l’occupation des sols de la commune et de ses infrastructures peut être observée sur les différentes représentations cartographiques du territoire : la carte de Cassini (XVIIIe siècle), la carte d'état-major (1820-1866) et les cartes ou photos aériennes de l'IGN pour la période actuelle (1950 à aujourd'hui).

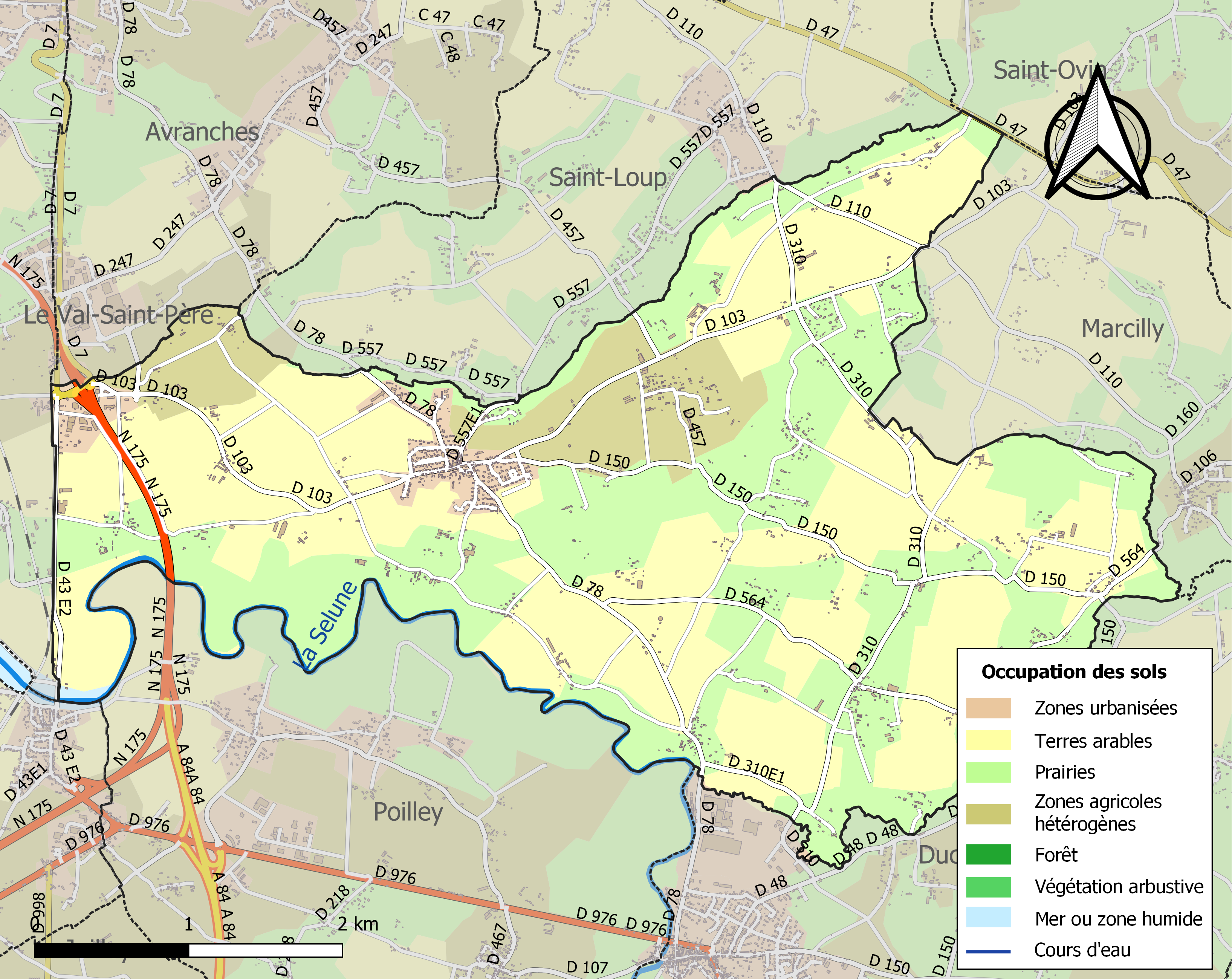
Carte des infrastructures et de l'occupation des sols de la commune en 2018 (CLC).

## Toponymie
Le nom de la localité est attesté sous la forme Sanctum Quintinum en 1179.
La paroisse était dédiée à saint Quentin, évangélisateur de la Gaule.
Dans la toponymie normande, le homme (ou le houlme en ancien dialecte normand) signifie l'« îlot » ou la « prairie au bord de l'eau » du norrois holmr.
Le Homme a été ajouté en 1921 en référence au château du même nom.
Le gentilé est Saint-Quentinais.

## Politique et administration
| Période                                  | Période  | Identité              | Étiquette | Qualité                          |
| ---------------------------------------- | -------- | --------------------- | --------- | -------------------------------- |
| 1995                                     | 2005     | Raymond Beaulieu      |           |                                  |
| 2005                                     | 2020     | Marie-France Bouillet | SE        | Éducatrice spécialisée           |
| 2020                                     | En cours | Stéphane Grall        |           | Conseiller principal d'éducation |
| Les données manquantes sont à compléter. |          |                       |           |                                  |

Le conseil municipal est composé de quinze membres dont le maire et trois adjoints.

## Démographie
L'évolution du nombre d'habitants est connue à travers les recensements de la population effectués dans la commune depuis 1793. Pour les communes de moins de 10 000 habitants, une enquête de recensement portant sur toute la population est réalisée tous les cinq ans, les populations de référence des années intermédiaires étant quant à elles estimées par interpolation ou extrapolation. Pour la commune, le premier recensement exhaustif entrant dans le cadre du nouveau dispositif a été réalisé en 2008.
En 2022, la commune comptait 1 340 habitants, en évolution de +5,35 % par rapport à 2016 (Manche : −0,31 %, France hors Mayotte : +2,11 %).
| 1793  | 1800  | 1806  | 1821  | 1831  | 1836  | 1841  | 1846  | 1851  |
| ----- | ----- | ----- | ----- | ----- | ----- | ----- | ----- | ----- |
| 1 598 | 1 414 | 1 619 | 1 738 | 1 665 | 1 605 | 1 604 | 1 607 | 1 645 |

| 1856  | 1861  | 1866  | 1872  | 1876  | 1881  | 1886  | 1891  | 1896  |
| ----- | ----- | ----- | ----- | ----- | ----- | ----- | ----- | ----- |
| 1 605 | 1 501 | 1 410 | 1 340 | 1 321 | 1 263 | 1 238 | 1 215 | 1 172 |

| 1901  | 1906  | 1911  | 1921 | 1926 | 1931 | 1936 | 1946 | 1954 |
| ----- | ----- | ----- | ---- | ---- | ---- | ---- | ---- | ---- |
| 1 165 | 1 080 | 1 033 | 884  | 903  | 944  | 974  | 896  | 862  |

| 1962 | 1968 | 1975 | 1982  | 1990  | 1999  | 2006  | 2008  | 2013  |
| ---- | ---- | ---- | ----- | ----- | ----- | ----- | ----- | ----- |
| 824  | 807  | 830  | 1 004 | 1 007 | 1 090 | 1 195 | 1 228 | 1 206 |

| 2018  | 2022  | - | - | - | - | - | - | - |
| ----- | ----- | - | - | - | - | - | - | - |
| 1 320 | 1 340 | - | - | - | - | - | - | - |

## Lieux et monuments
- Église Saint-Quentin, des XIIe – XVIe siècles[32]. Elle se dresse sur une colline de 70 m d'altitude, formée de schistes briovériens et dominant la baie du Mont-Saint-Michel, à l'ouest, et l'estuaire du fleuve Sélune, au sud. L'édifice est dédiée à un saint picard peu honoré dans cette partie de la France, le vocable devenant hagiotoponyme a remplacé l'ancien nom Esgen avant le XIIIe siècle[33].

Une opération de diagnostic réalisée en 2016, à la suite d'une attaque de mérule dans le plancher de la nef et les boiseries des murs latéraux, a permis de mettre à jour un édifice religieux antérieur à l'église actuelle. Celui-ci était constituée d’une nef de 13 × 6 m environ et d'un chœur formé d’une travée et d'une abside semi-circulaire d'une profondeur totale d'environ 4 m, et, ressemble aux églises dites de l'an mil déjà répertoriées en Normandie à l'exception de son abside hémicirculaire élément particulier dans cette partie de la région.
L'église actuelle, qui remploie dans ses maçonneries de nombreux fragments de calcaire coquillier dit de Sainteny toujours visibles, conserve une nef romane datée de la première moitié du XIIe siècle, épaulée extérieurement par des contreforts plats, et des modillons romans. Le chœur et les deux étages du clocher ont été refaits au XIIIe siècle. Le clocher, dont la partie basse qui supporte aujourd’hui deux étages supplémentaires est sans doute la trace de la première travée d’un chœur primitif disparu lors de l’agrandissement du XIIIe siècle. Celui-ci coiffé en bâtière voit son toit agrémenté à sa base, au sud et au nord, d'une balustrade ajourée. Le portail occidental et la porte sud murée datent du deuxième quart du XIIe siècle. Le porche-narthex, de la largeur de la nef, qui s'éclaire par deux baies, et surmonté d'une balustrade aux arcatures trilobées, a été ajouté au XIIIe siècle,.
L'édifice abrite plusieurs œuvres classées au titre objet aux monuments historiques dont des autels du XVIIe, une Vierge à l'Enfant du XVe, une tour Eucharistique du XVIe, quatre tableaux du XVIIe : la donation du rosaire entourée de quinze médaillons, lapidation de saint Étienne, l'Annonciation et la Salutation.
- Croix de cimetière du XVIe siècle.
- Croix de chemin : Le Houx et du Chesnot (1701) qui indique en lettre gravée la direction d'Avranches.
- Calvaire du cimetière du XIXe siècle.
- Château du Val-d'Oir.
- Château de Fouguerolles de style XVIe.
- Château de l'Isle-Manière. Déjà pillé à la Révolution, l'édifice fut entièrement sinistré en 1944. Les Allemands y avaient installé un central téléphonique.

Au XVIe siècle, Louis de la Moricière († 1590 au siège de Pontorson), enseigne du maréchal de Matignon, était sieur de Vicques et seigneur de l'Isle-Manière. Paul Valéry (1871-1945) séjourna au château comme secrétaire d'Édouard Lebey. Le château était alors en possession de Léon Cherpitel, gendre de Lebey.
- La Houle du XVIIIe siècle, L'Eclairés, La Bouchonnière, La Retournerie du XVIIe siècle.
- Ancien four à pain sur la route allant vers Le Cromel.

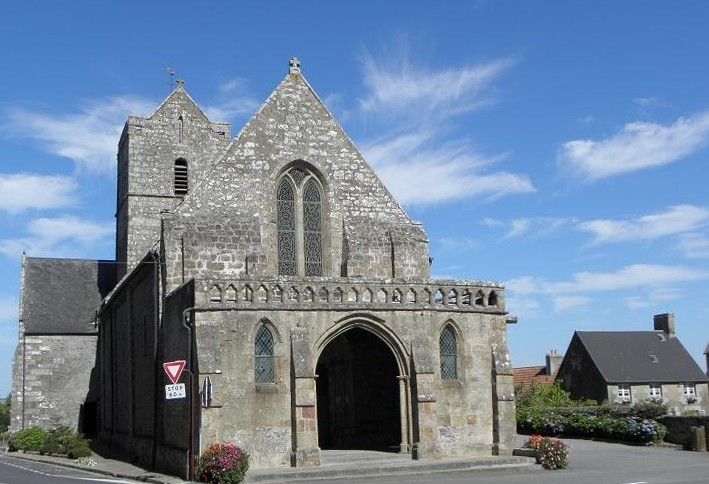
L'église paroissiale Saint-Quentin.
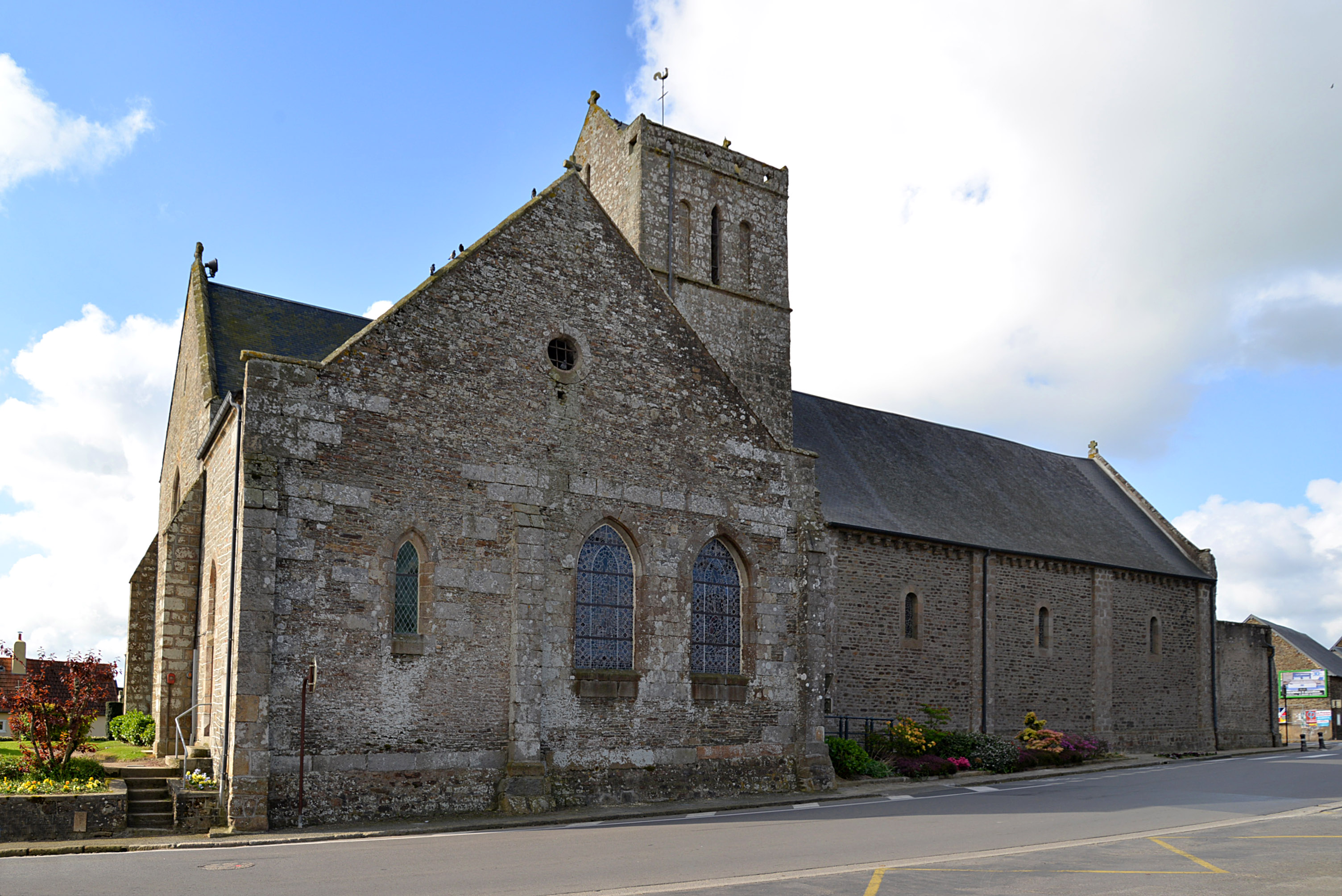
Vue septentrionale de l’église Saint-Quentin.
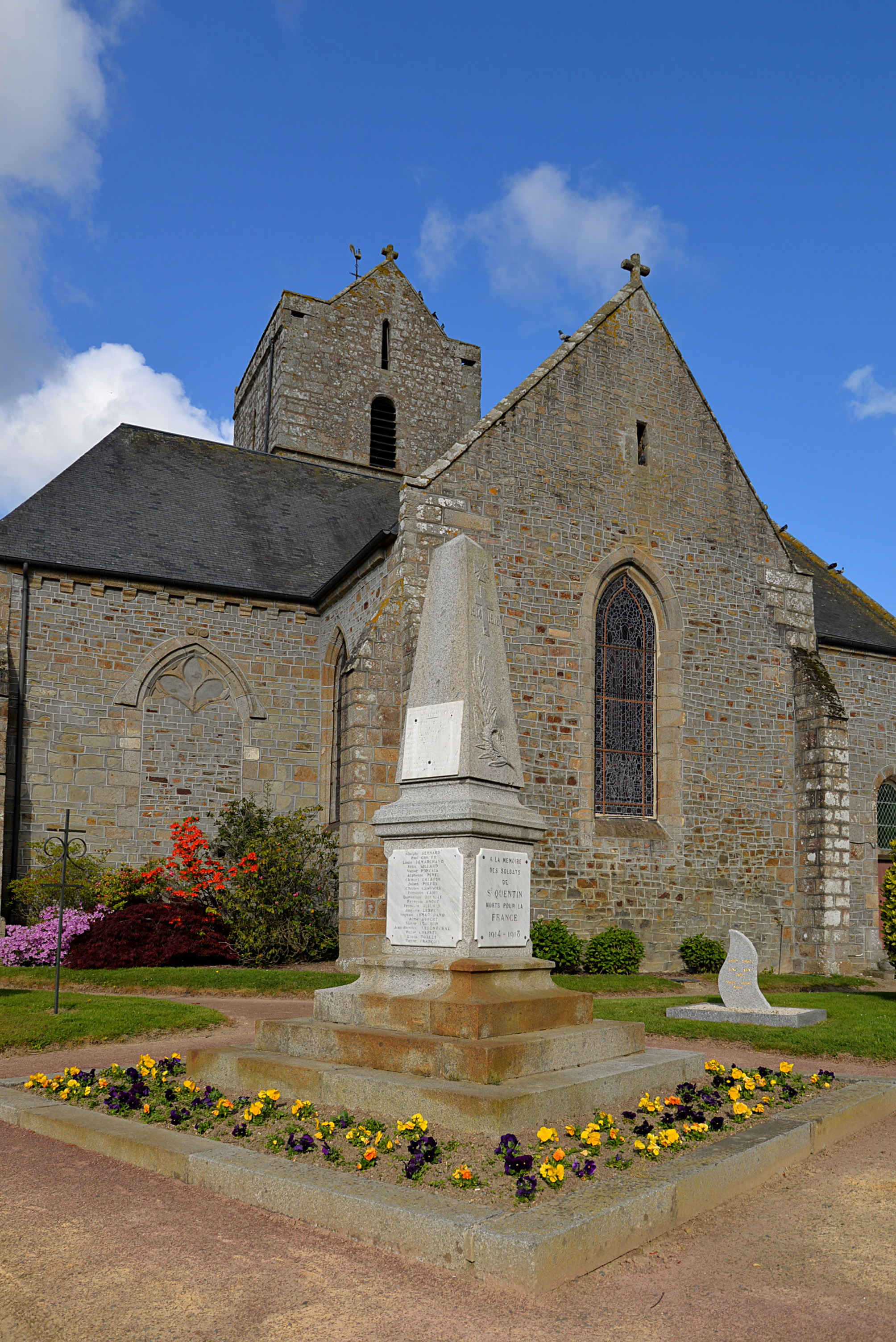
Le monument aux morts.
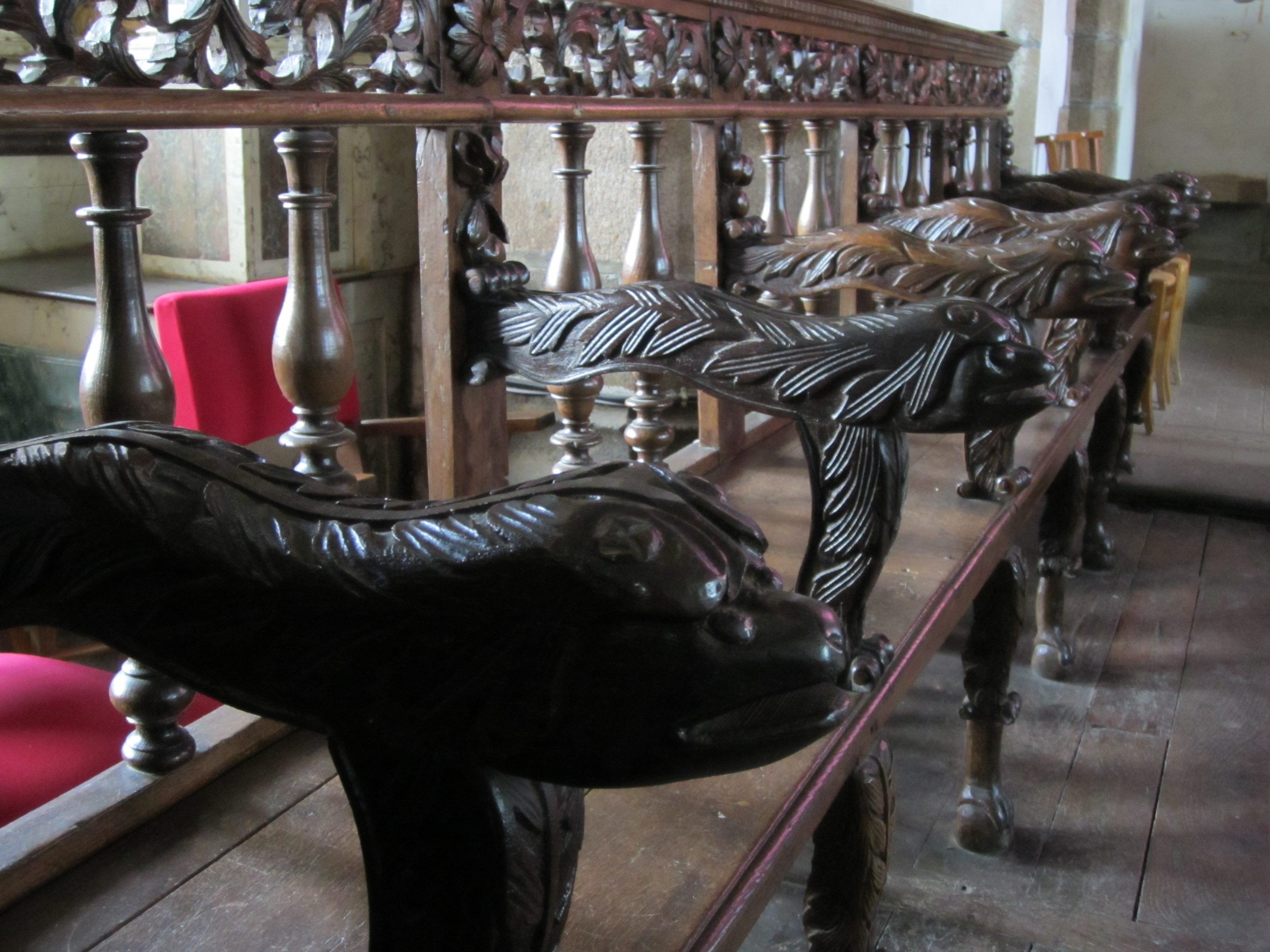
Les stalles issues de l'ancienne cathédrale d'Avranches.
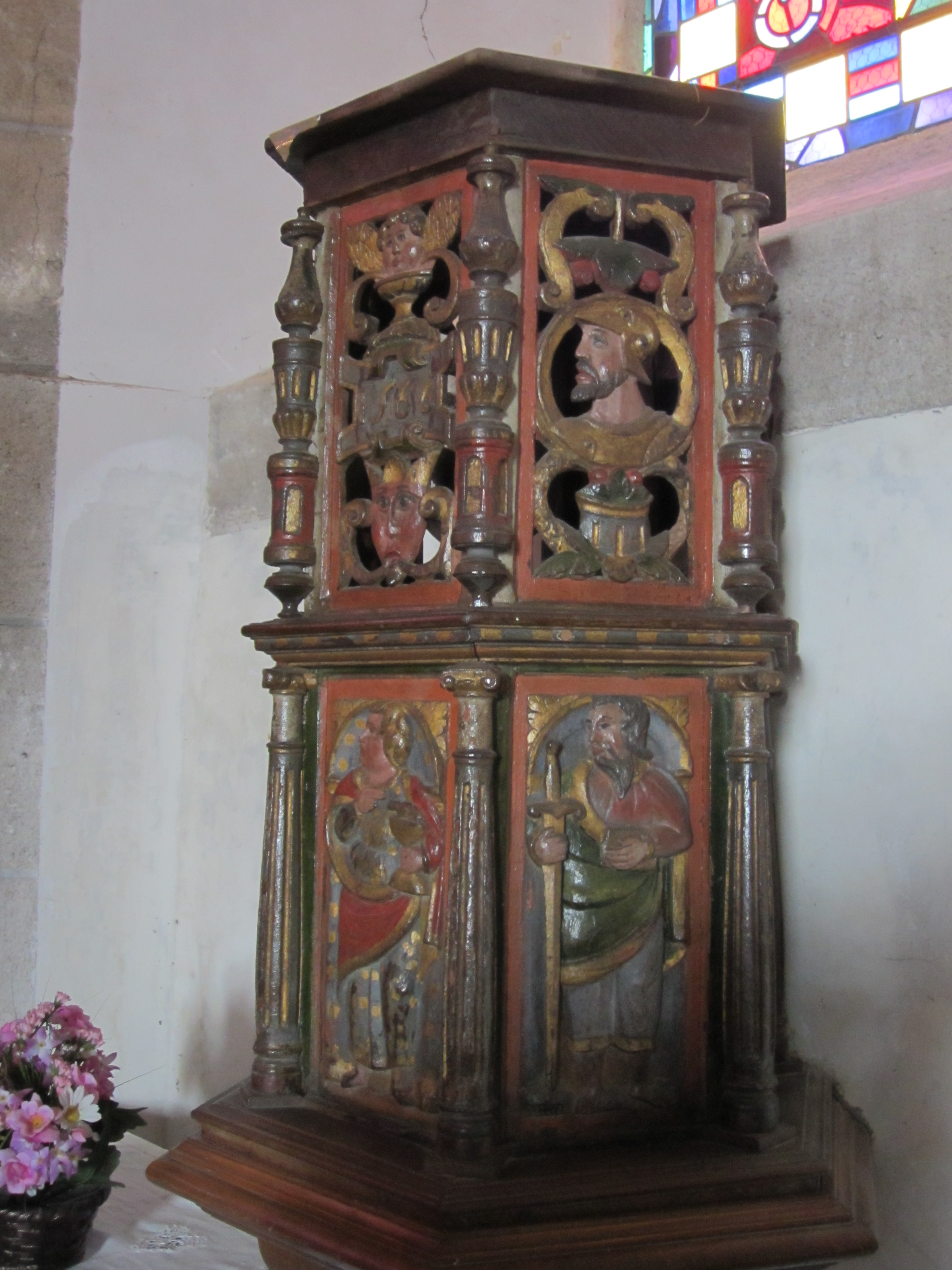
Tour eucharistique.
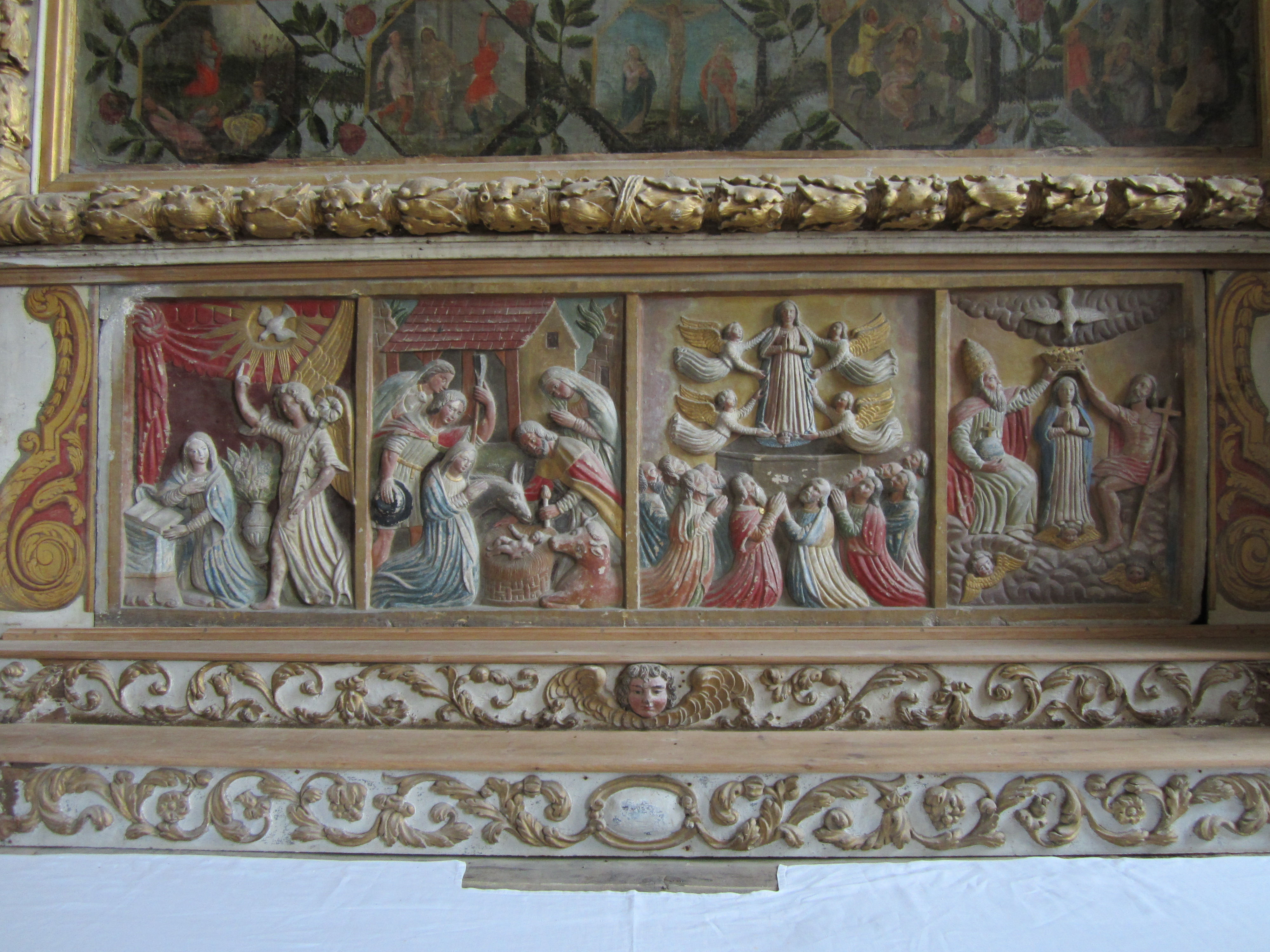
Bas-relief : scènes de la vie de la Vierge.
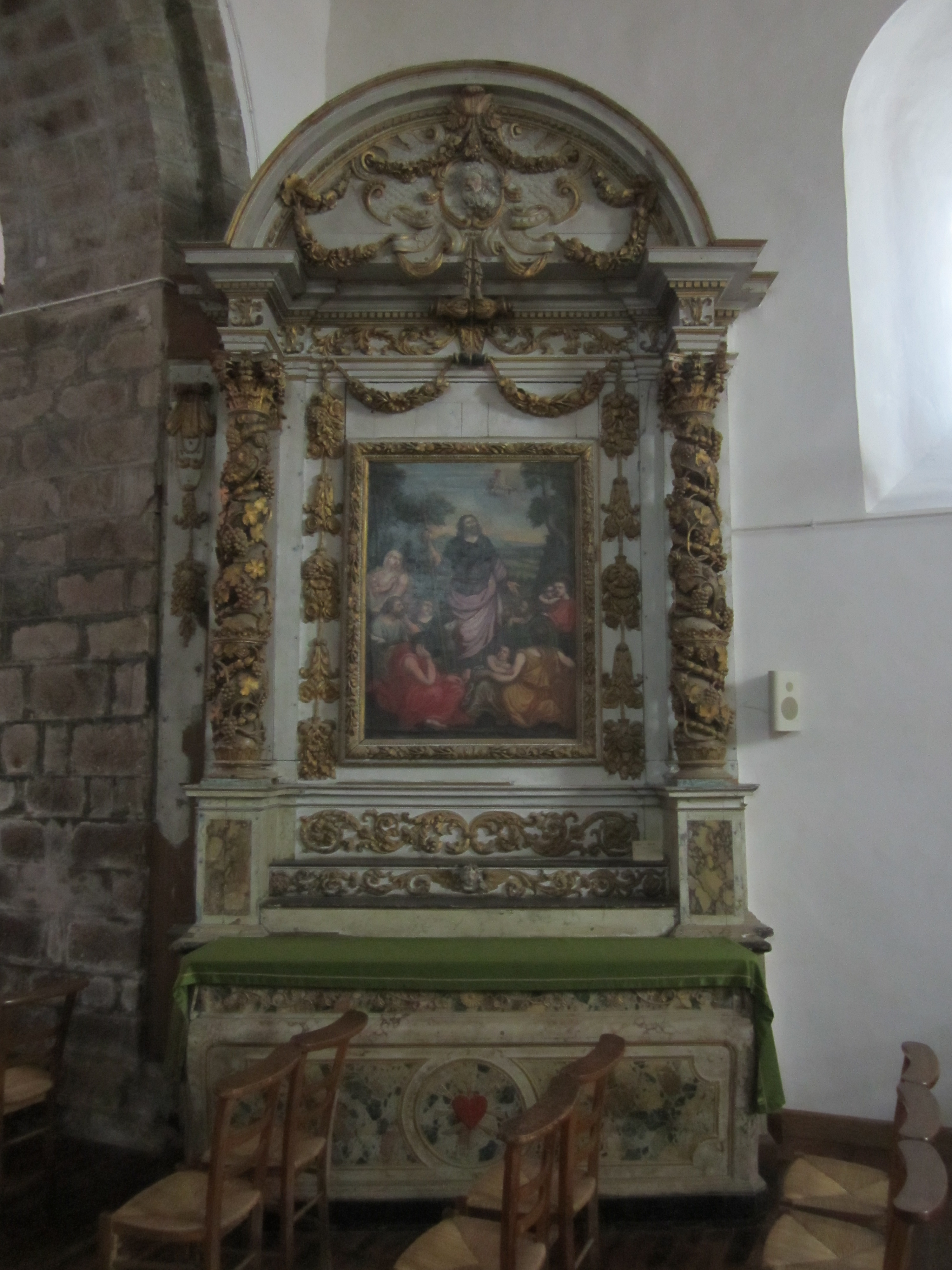
Le Christ enseignant.

## Activité et manifestations

### Environnement
La commune est un village fleuri (trois fleurs) au concours des villes et villages fleuris.

### Sports et loisirs
L'Union sportive de Saint-Quentin-sur-le-Homme fait évoluer une équipe de football en ligue de Basse-Normandie et deux autres en divisions de district.
En 2012, création de l'équipe cycliste le Team Sud Manche Leucémie, composée de coureurs de niveau régional. Par la pratique du cyclisme en compétition, son but est de communiquer sur les actions de l'association départementale Manche Leucémie[réf. nécessaire].
Le Poker Club Saint Quentinais (PCSQ) se réunit à la mairie chaque mercredi soir à partir de 20 h 30 jusqu'à minuit pour une pratique conviviale du poker de loisirs sans mise d'argent[réf. nécessaire].

## Personnalités liées à la commune
- Paul Valéry (1871-1945). Il séjourna au château de l'Isle-Manière lors de l'été 1918, comme secrétaire d'Édouard Lebey, administrateur de l'agence Havas, qui avait quitté la ville de Paris alors bombardée. Il y composa les poèmes La Pythie, Le Rameur, Équinoxe, Au Platane, Air de Sémiramis, tous morceaux du recueil Charmes (1922), également illustré par le célèbre Cimetière marin[40].